# Język ahtna
Język ahtna (lub ahtena, atna) (Koht’aene Kenaege’, Atnakenaege’) –  język z grupy atapaskańskiej używany na Alasce.
Poważnie zagrożony wymarciem. W 1980 r. podano, że ma nie więcej niż 200 użytkowników, a cała społeczność liczyła 500 osób. W 2020 r. biegle mówiło nim 15 osób.
Pierwsze szczegółowe badania nad językiem ahtna prowadził James Kari, autor słownika z 1990 r.